# Jednota bratrská
Jednota bratrská je jedna z protestantských (evangelických) církví působících v České republice. Jedná se o církev s presbyterně-synodním zřízením s nadsborovou službou vedoucí sbory k samostatnosti při zachování jednoty církve.
Jedná se o církev vzešlou z české reformace. Původní jednota bratrská byla založena roku 1457 a časem se stala významnou složkou české a moravské předbělohorské společnosti. Její zánik v zemích jejího původu nastal po porážce protihabsburského povstání českých a moravských stavů v roce 1620, protože v Čechách a na Moravě byla její činnost v důsledku přijatých rekatolizačních opatření znemožněna. Ve dvacátých letech 18. století navázala na její teologické dědictví moravskými exulanty na panství hraběte Zinzendorfa v saské Horní Lužici založená Moravská církev, která přejala latinský název historické jednoty Unitas Fratrum a je současně také nazývaná jako Obnovená jednota bratrská. Jejím centrem se stala nově založená obec Herrnhut (Ochranov) a proslula zejména svými misiemi, díky nimž se značně rozrostla a stala se světově významnou denominací, která však mohla v Čechách a na Moravě začít veřejně působit až od druhé poloviny 19. století.

## Organizace
Základní organizační jednotkou je sbor, který má presbyterní uspořádání: v jeho čele stojí „správce sboru“ (nazývaný také kazatel, pastor) a Rada starších neboli staršovstvo. Správce sboru je povoláván Úzkou radou, rada starších je jmenována správcem sboru a uvedena do služby členským shromážděním. Nejvyšším ústavodárným orgánem je synod, který se skládá ze správců sborů a delegátů zastupujících jednotlivé sbory. Synod je svoláván každoročně. Nejvyšším duchovním orgánem církve je nejméně tříčlenná Úzká rada, která je volena synodem. Nejvyšším výkonným orgánem církve je Výkonná rada, která spolu s Úzkou radou tvoří Radu Jednoty bratrské.
Světová Jednota bratrská (Unitas fratrum nebo též Moravian Church) sestává z 24 samosprávných a pěti misijních provincií. Synod světové Unitas fratrum je svoláván jednou za sedm let. V mezidobí se několikrát schází Rada světové Jednoty (Unity board), kterou tvoří předsedové rad samosprávných provincií.
Česká provincie jednoty bratrské má v současnosti celkem asi 3000 členů v 29 sborech a dalších misijních místech. Provozuje dvě mateřské školy, tři základní školy, dvě střední školy, biblickou školu a sociální a klubovou činnost při některých sborech.
K Jednotě bratrské v Česku se hlásí a součástí světové Unitas fratrum je rovněž Ochranovský seniorát Českobratrské církve evangelické s osmi sbory a 540 členy.

## Historie
Země koruny české se v 16. století vyznačovaly svou konfesní roztříštěností a až do vydání Rudolfova majestátu roku 1609 zde legálně působily pouze dvě církve: tradiční římskokatolická a utrakvistická. Všechna ostatní radikální seskupení mohla na území působit pouze pod záštitou vyznavačů pod obojí či ve skrytu svých zdomácnělých protestantských panství. Od utrakvistické církve se již v padesátých letech 15. století oddělila větev tzv. radikální reformace, která se později začala nazývat „Jednotou bratrskou“ (unitas fratrum). Jednota bratrská se s utrakvisty rozešla již roku 1467, kdy jmenovala své kněze losem (dle biblického vzoru).
Vzhledem k tomu, že se Jednota bratrská k žádné ze dvou legálních náboženských stran nepřipojila, musela od dob Jiřího z Poděbrad až do České konfese čelit ustavičnému pronásledování (odsouzení ve sněmovním usnesením z roku 1504, Svatojakubský mandát z roku 1508). Po celé 15. a 16. století se rozvíjela ukrytá pod ochranou šlechtických panství (na Moravě například u Žerotínů, pánů z Pernštejna, Kostků z Postupic, Krajířů z Krajku).

### Jednota bratrská (1457)

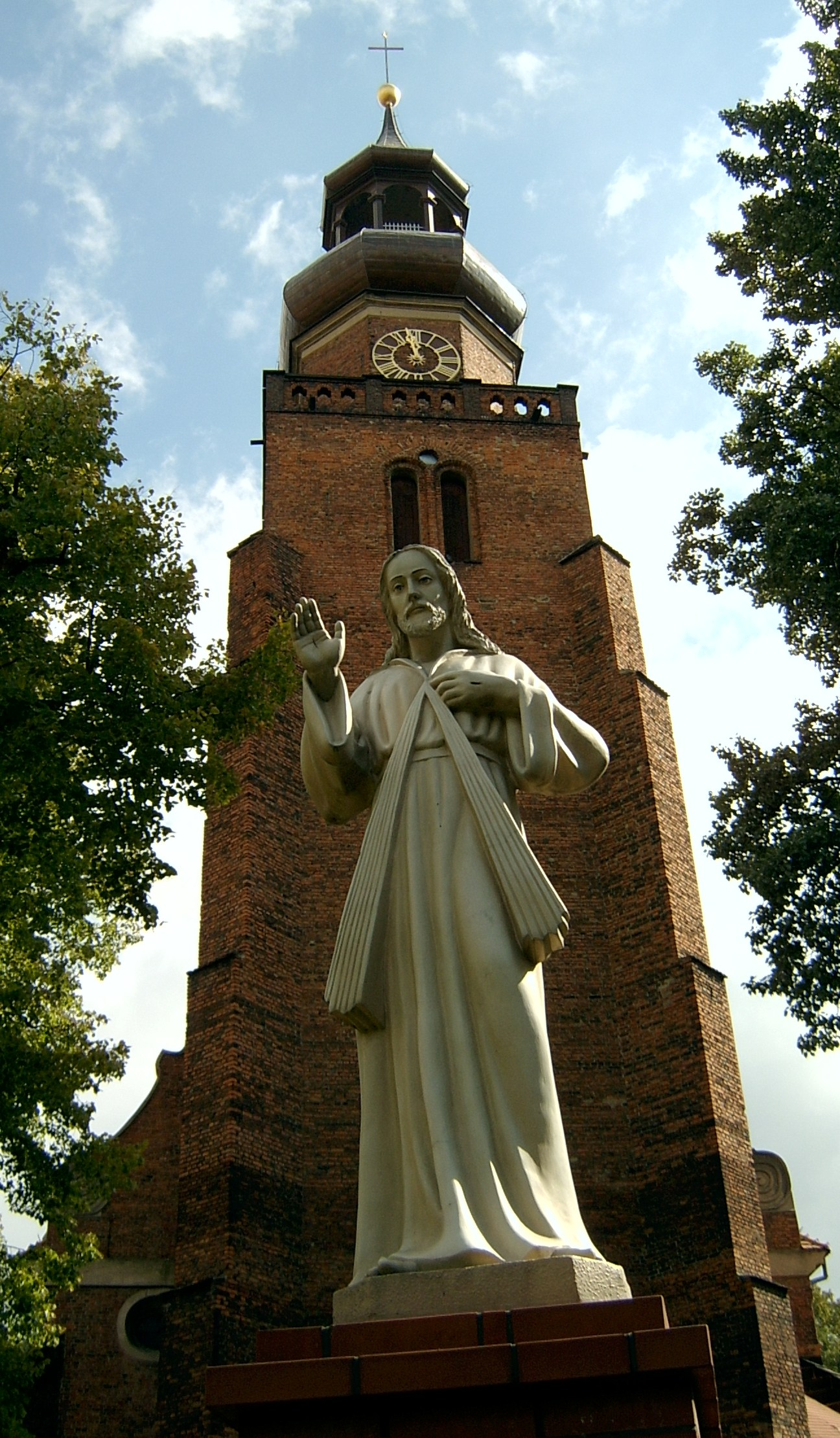
Bývalý kostel jednoty bratrské v Lešně

Jednota bratrská vznikla v Čechách v období husitských válek, těsně před nástupem Jiřího z Poděbrad na český trůn. Bylo to období, kdy radikální „táborské“ husitství bylo poraženo a umírněná církev podobojí vedená Janem Rokycanou hledala cestu kompromisu s katolickou církví. Ovlivněna učením Petra Chelčického, byla založena Bratrem Řehořem v Kunvaldu v roce 1457. Bratr Řehoř tam odešel z Prahy, kde byl svědkem vnitřních krizí a zápasů o další směřování husitské církve. V Emauzském klášteře, kde působil jako hospodářský správce, se spřátelil s Petrem Paynem, který zde v ústraní dožíval. Byl v kontaktu s Martinem Lupáčem, který byl Jiřím z Poděbrad a Rokycanou odstaven na „druhou kolej“. Tito dva představitelé radikálního husitství ho podpořili v jeho záměru odejít z Prahy. Lupáč radil prvním Bratřím, že pokud chtějí zůstat věrni reformaci, musí opustit představu, že církev je závislá na posloupnosti biskupského svěcení (volba vlastního duchovenstva a úplné oddělení od katolické církve). 
Jednota bratrská se odlišovala od ostatních náboženských uskupení zejména svým působením na základě samostatného výběrového společenství (do něhož v nejradikálnější podobě nepřijímala zástupce z řad měšťanstva a šlechty). Strnulé upřednostňování kolektivních stanovisek nad jedince se projevovalo například vydáváním knih bez uvedení autora. Veřejně působila na poli věrouky a ve školství. Jednota se šířila v Čechách i na Moravě, přičemž na Moravě (sídlo moravská Litomyšl) se setkávala s větší náboženskou snášenlivostí. Za svůj vzor bratři považovali prvotní církev a táborskou liturgii (konání bohoslužby v mateřském jazyce, zjednodušení liturgických obřadů, důraz na společný zpěv lidu, prostotu bohoslužebného prostoru a jeho vybavení).

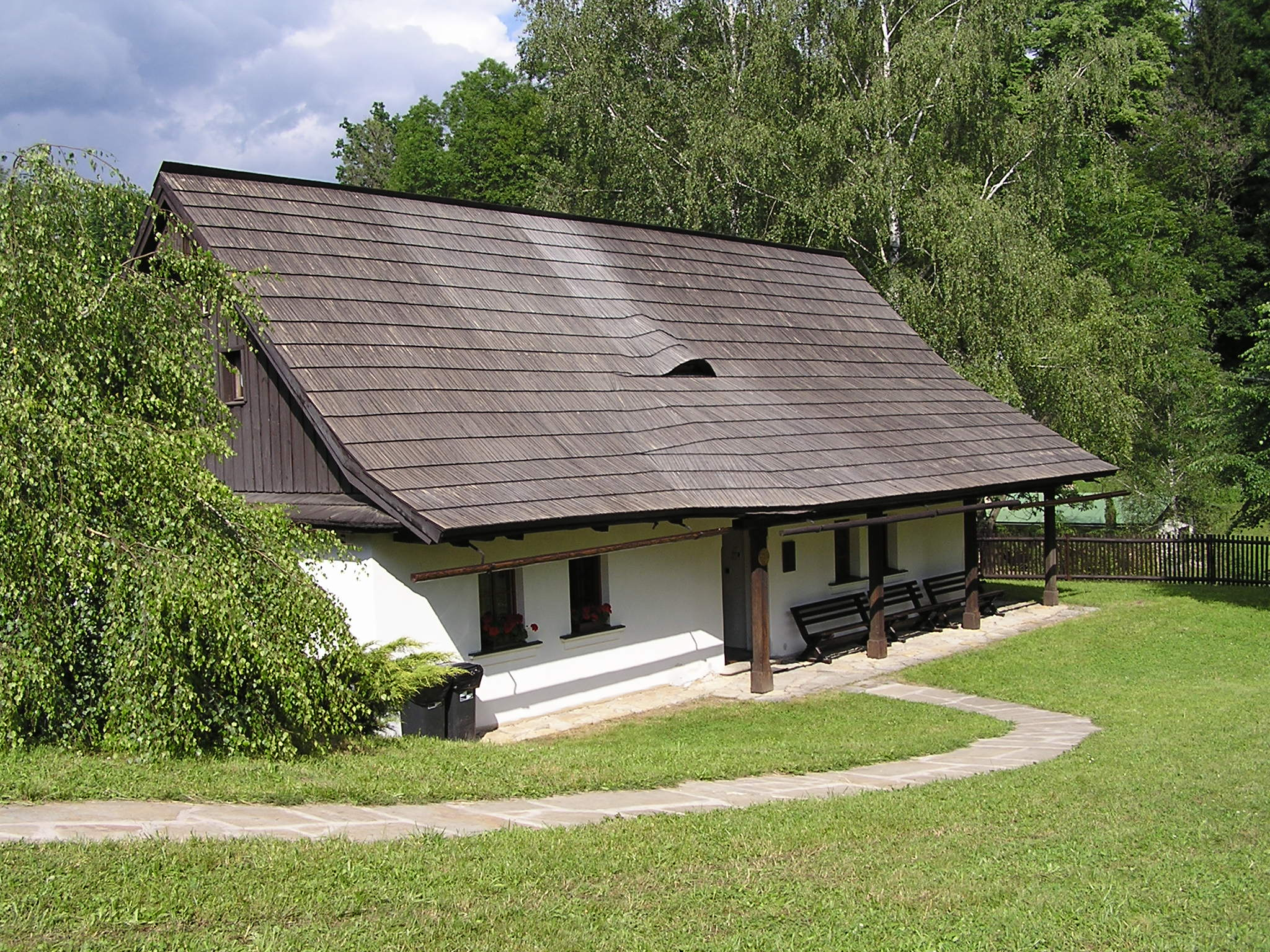
Domek Na sboru v Kunvaldu

Biskup Lukáš Pražský, který působil v čele Jednoty v prvních třech desetiletích 16. století, sídlil v Mladé Boleslavi (sídle Jednoty v Čechách). Jako první v Jednotě dal jejímu učení úzké mantinely - učení o věcech podstatných (víra, láska a naděje), služebných a případných, přičemž bez věcí podstatných nebyla spása člověka uskutečnitelná. K věcem podstatným připojil Boží milost, zásluhu Ježíše Krista na kříži a podstatné dary Ducha Svatého. Mezi další významné představitele patřili Tůma Přeloučský, Jan Roh, Jan Augusta, Jan Blahoslav, Jiří Strejc, Jan Amos Komenský. K čelným podporovatelům a pomocníkům církve patřili Petr Vok z Rožmberka, Karel starší ze Žerotína a Václav Budovec z Budova.
Po smrti Lukáše Pražského se v Jednotě nakrátko projevil příklon k luterskému učení (například zrušení překřtívání, přijetí některých formálních znaků bratrské liturgie), kdy se i bratrští kněží jezdili vzdělávat do luteránského Wittenbergu. Již v roce 1546 vyhlásilo usnesení bratrského synodu návrat k domácí tradici a k teologii Lukáše Pražského. Přesto některé přejaté luteránské prvky v praxi zůstaly. Jednota se například již nenavrátila k učení o sedmi svátostech a ani k praxi opakování křtu. V 70. letech 16. století měla Jednota bratrská blízko ke kalvinismu. Bratrští kněží se vzdělávali na kalvínsky orientovaných školách v německém Heidelbergu a akademii v Herbornu, na švýcarské univerzitě v Basileji a univerzitě v Ženevě, vzdělávali se i ve Frísku na univerzitě ve Franekeru. Díky uvolnění bratrské nauky (potažmo vzdálení se od kališnického vnímání eucharistie) mohla být Jednota bratrská po vydání Rudolfova majestátu v roce 1609 zahrnuta pod zemské církve podobojí.
Prudké zhoršení postavení církve nastalo během protireformace po bitvě na Bílé Hoře, kdy došlo ke znemožnění její existence, stejně jako všech ostatních protestantských církví. Mnoho protestantů opustilo vlast jako exulanti, jen menšina z těch, kteří zůstali doma, se snažila v tajnosti svou víru uchovat. Bratři měli kontakty se zahraničím a konali tajná shromáždění na různých místech, např. na Hynště. Tímto způsobem přežila bratrská církev celé století, přestože valná většina členů konvertovala ke katolicismu.
K odkazu původní jednoty bratrské se kromě dnešní církve stejného názvu hlásí i další protestantské církve, především Českobratrská církev evangelická, Církev bratrská a Bratrská jednota baptistů.

### Obnovená jednota v exilu

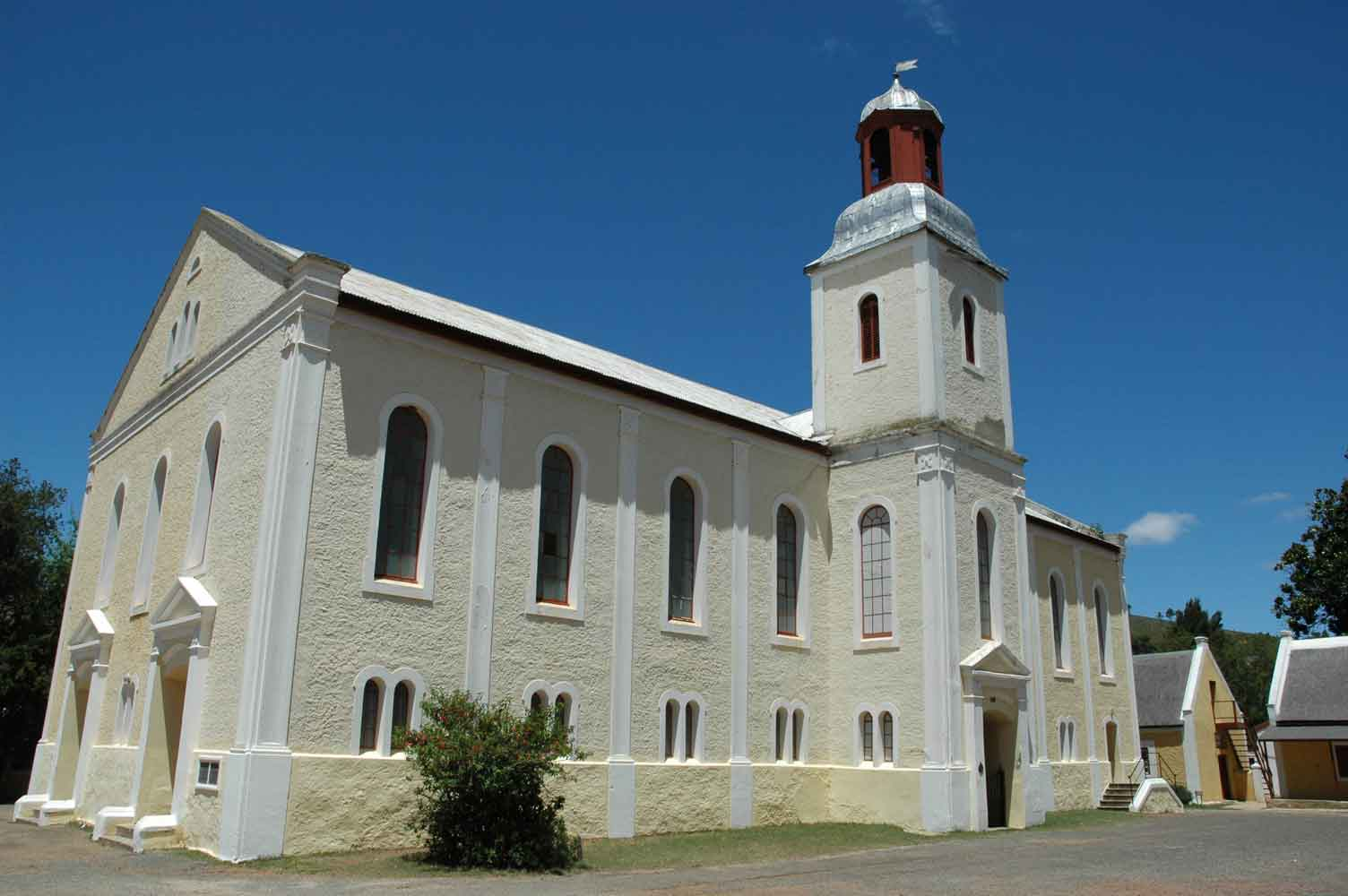
Kostel Jednoty bratrské v Genadendalu v Jihoafrické republice

Obroda nekatolických náboženství počátkem 18. století vyvolala novou emigrační vlnu. Skupina věřících z Fulneku, Nového Jičína a východních Čech se v roce 1722 pod vedením Kristiána Davida uchýlila do Horní Lužice na panství Mikuláše Ludvíka hraběte Zinzendorfa. Tito věřící tam vystavěli osadu, kterou nazvali Herrnhut („místo, které střeží Bůh“), česky Ochranov. Vzhledem k tomu, že se exulanti považovali za potomky Jednoty bratrské a pocházeli z Moravy, vžilo se pro ně pojmenování „moravští bratři“.
Budování jednotné nové (resp. obnovené) církve bylo s různorodými prvky, přicházejícími z různých míst a prostředí, velmi komplikované. V květnu 1727 proto byla přijata smlouva po vzoru staré jednoty. Rozhodující okamžik jednoty nastal dle církevní tradice při vylití Ducha svatého během slavení sv. Večeře Páně dne 13. srpna 1727.

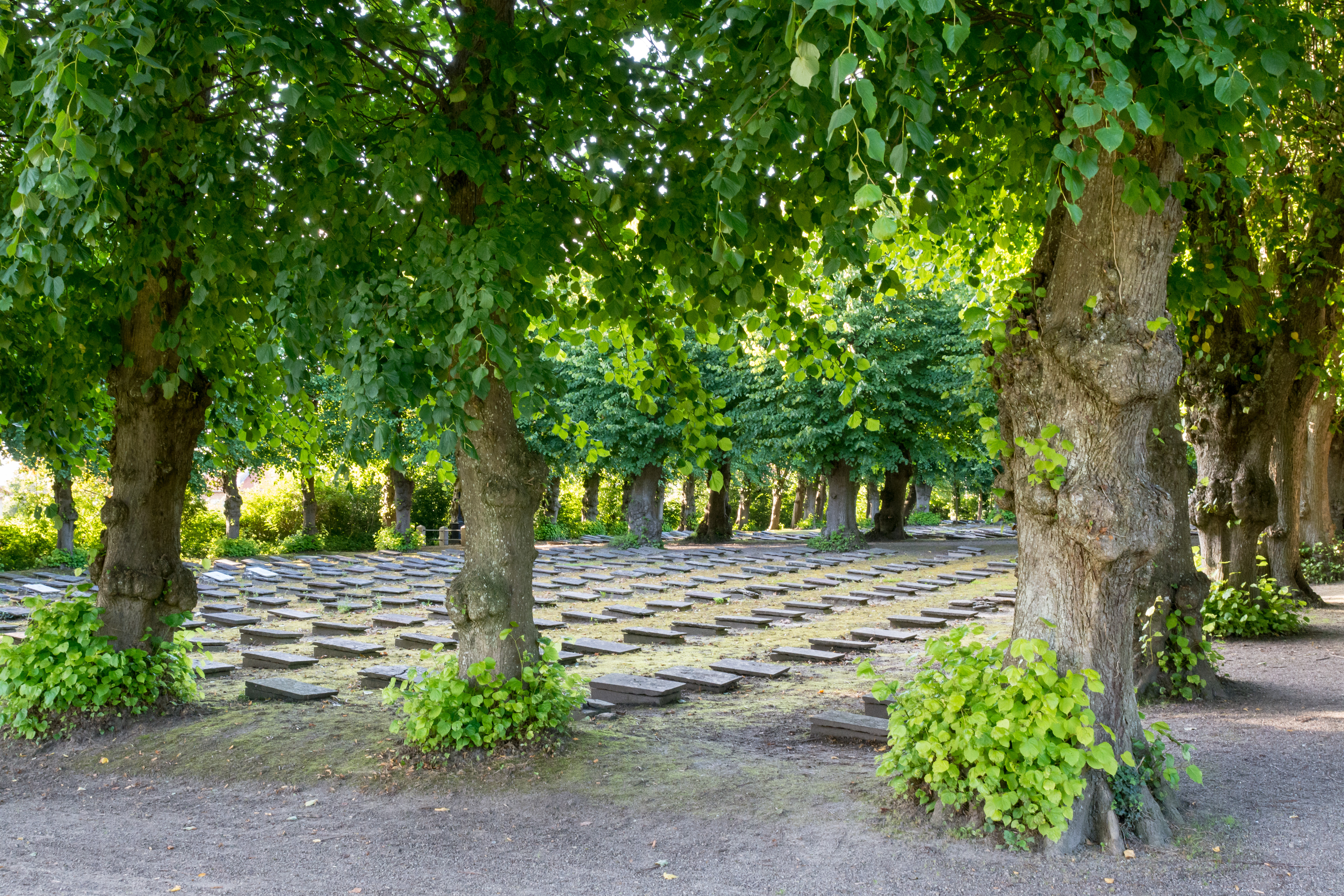
Boží pole v Christiansfeldu

V roce 1732 vyslalo toto křesťanské společenství první misionáře k otrokům na ostrov sv. Tomáše v Karibském moři (jedním z nich byl David Nitchmann, původem ze Suchdola nad Odrou). Brzy následovaly další misie: do Grónska, Severní Ameriky (města Betlehem a Cleveland), Jižní Afriky, Surinamu, na Labrador atd. V dnešní době je světově rozšířená jednota bratrská – Unitas Fratrum, někde zvaná Moravská církev (Moravian Church) –  rozdělena do čtyř regionů: africký, evropský, karibský a severoamerický; ty se skládají ze 24 provincií a 5 misijních provincií.
Roku 1734 vydal saský král edikt, že v Ochranově smějí bratři zůstat, jen pokud nebudou působit žádný rozruch. Naprostá svoboda se jim naopak nabízela v Severní Americe, a navíc i velké misijní pole mezi Indiány. Mnozí se tam vydali, pod vedením Augusta Gottlieba Spangenberga; v následujících 25 letech tam založili nové osady. Zároveň misijně působili mezi Čerokézy, Delawary, Mohykány, Irokézy, a dalšími Indiány. Indiáni, kteří skrze bratry přijali misijní poselství, byli zváni Moravští indiáni. Mezi významné misionáře mezi Indiány patřil David Zeisberger, původem z Moravy.
Mezitím pokračoval proud exulantů z Čech. Po roce 1737 přesídlili někteří usedlíci do nově založené berlínské osady Český Rixdorf, v r. 1744 do nově založené severoanglické osady Fulneck...  Velké množství českých exulantů se usadilo v Uhersku, např. 30 rodin se usadilo ve slovenské Rece, kde v roce 1671 vznikl českobratrský sbor a kde je do současnosti zachována českobratrská modlitebna a dochovaly se různé historické církevní předměty.

### Jednota bratrská v českých zemích po roce 1861
Ve své vlasti, v „zemi otců“, mohla jednota bratrská zapustit kořeny až po protestantském patentu z roku 1861. První sbor obnovené jednoty bratrské byl založen roku 1870 v Potštejně, roku 1872 následoval sbor v Dubé; před první světovou válkou vzniklo dalších osm sborů. Jednota bratrská pracovala v českých zemích jak mezi Čechy, tak mezi Němci. Rozvíjela práci sociální (sirotčince v Čermné a v Dubé) a misijní (práce mezi domorodci v jižní Africe).
Státního uznání se jednotě bratrské dostalo v Předlitavsku roku 1880 nařízením rakouského ministra kultu a vyučování č. 40/1880 říšského zákoníku. Na území dnešní ČR užívala jednota bratrská zpočátku názvy Evangelická církev bratrská nebo Ochranovská církev bratrská. Název „Jednota bratrská“ byl zaveden vedle těchto starších názvů roku 1921 na základě vyhlášky č. 319/1921 Sb. z. a n. Ve třicátých letech měla jednota bratrská 10 sborů českých a pět sborů německých. Roku 1935 byla jednota bratrská rozdělena na dvě autonomní části – okrsek český a německý. Po druhé světové válce a vysídlení sudetských Němců německý okrsek zaniká.
Od roku 1946 má Jednota bratrská v českých zemích opět vlastní biskupy, prvním byl Václav Vančura. Roku 1957 se jednota bratrská v zemi otců stává samostatnou provincií ve svazku Unitas fratrum. Začátkem 60. let měla česká jednota bratrská osmnáct sborů a další dvě desítky misijních míst. Pod státním dohledem komunistického režimu však neuměla řešit mnoho různých teologických a eklesiologických otázek a uvnitř církve postupně narůstaly spory.
Po pádu totalitního režimu v roce 1989 se jednotě bratrské otevřely nové možnosti. V 90. letech 20. století jednota bratrská založila po dlouhé době svou první církevní základní školu (při příležitosti 400. výročí narození Jana Amose Komenského, po němž byla pojmenována). Vznikla též škola – nynější Akademie Jana Blahoslava – na níž jsou vzděláváni noví pracovníci církve. Misijní činností vzniklo několik nových sborů, nově se také začala rozvíjet sociální péče o staré občany.
Současně ale také začaly gradovat spory o další směřování České provincie jednoty bratrské, které vyvrcholily v letech 1998–1999. Došlo ke konfliktu, jenž vyústil v připojení menšinové skupiny k Českobratrské církvi evangelické, jež jí umožnila v rámci své církevní struktury vytvořit vlastní Ochranovský seniorát. Jeho sbory současně tvoří Českou misijní provincii světové Unitas Fratrum, která je tedy na území České republiky zastoupena dvěma subjekty (Českou provincií a Českou misijní provincií). Sbory Ochranovského seniorátu se stále hlásí k odkazu historické jednoty bratrské.

## Jednota bratrská v 21. století
Jednota bratrská v návaznosti na původní i obnovenou jednotu klade důraz na autoritu Písma svatého, podobně jak se k tomu hlásí i další církve evangelikálního typu. Zakládá a rozvíjí sbory z věřících lidí, kteří se rozhodli následovat výzvu Ježíše Krista – vydat svůj život plně k dispozici živému Bohu. Od členů se očekává, že se budou podílet na křesťanské výchově svých dětí a na duchovní a praktické službě ve svém domácím sboru. Důraz je kladen na duchovní dospělost v Kristu. Jednota bratrská též zakládá po vzoru svých otců při sborech mateřské a základní školy a další organizace praktické služby (dětské a mládežnické kluby, diakonie, rodinná a mateřská centra, programy prevence, seniorská centra), které jsou zastřešeny asociací Comeniana. V souvislosti s přechodem k finanční soběstačnosti jednota bratrská též zakládá společnosti, které budou pomáhat tuto soběstačnost rozvíjet a podporovat.
Hlavní způsob misie vidí jednota bratrská v současné době ve způsobu života svých členů, v jejich opravdovosti a proměněném charakteru. Jednota bratrská v České republice zakládá sbory také v zahraničí (Polsko) nebo úzce spolupracuje se sbory a církvemi, které se rovněž hlásí k odkazům staré i obnovené jednoty bratrské.

Věková struktura Jednoty bratrské v České republice, 2011